# Crombacherbeek
De Crombacherbeek is een beek in de gemeente Kerkrade in de Nederlandse provincie Limburg en Duitsland. De beek ontspringt in Nederland, maar volgt grotendeels de Duits-Nederlandse grens in oostelijke richting. Vlak bij de rotonde van de Hamstraat met de Voorterstraat vormt de Crombacherbeek samen met de Bleijerheiderbeek en de Amstelbach de Anstelerbeek. Daar gaat de waterloop onder de Hamstraat door verder als Anstelerbeek.
De bron van de beek is afgedekt en het water stroomt via een buis eerst meerdere meters voordat het zichtbaar boven de grond komt en verder loopt door een dalletje. De buis is afgedekt met materiaal dat vrij kwam bij de afgraving van de steenkoolberg van de Willem-Sophia.